# Templar Saxe
Pour les articles homonymes, voir Saxe .
Templar Saxe, né le 22 août 1865 à Redhill (comté de Surrey, en Angleterre) et mort le 17 avril 1935 à Cincinnati (Ohio), est un acteur et chanteur d'opéra britannique.

## Filmographie partielle
- 1913 : Beauty Unadorned : Vicomte de Gagaine
- 1914 : Scotland Forever : Willie
- 1914 : How Burke and Burke Made Good : Burke #2
- 1914 : The Speeder's Revenge
- 1914 : Kill or Cure
- 1914 : The Fates and Flora Fourflush : The Rajah
- 1914 : The Product
- 1915 : Billy's Wager : Comte de Meaux
- 1915 : The Chief's Goat : Horse's Groom
- 1915 : From Headquarters : Edward Temple
- 1915 : The Breath of Araby : Ahmed Hassan
- 1915 : The Still, Small Voice
- 1915 : A Study in Tramps
- 1915 : Cutey Becomes a Landlord
- 1915 : A Lily in Bohemia
- 1915 : The Starring of Flora Finchurch
- 1915 : A Mistake in Typesetting : Mr. Jamieson
- 1915 : Bertie's Stratagem : Père de Letty
- 1915 : The Missing Clue : Gyvus A. Rest
- 1915 : Cutey, Fortune Hunting
- 1915 : A Disciple of Plato : le poète affamé
- 1915 : Pat Hogan, Deceased
- 1915 : Cutey's Awakening : 2nd Father
- 1915 : One Performance Only : Valdo - Make-up Artist
- 1915 : Heredity : Mr. Van Dorn
- 1915 : Sam's Sweetheart : Lord Merton
- 1915 : Benjamin Bunter: Book Agent : Daniel White
- 1916 : A Race for Life
- 1916 : The Secret Seven : Stefgano Fiori
- 1916 : The Supreme Temptation : Paris Lawyer
- 1916 : Myrtle the Manicurist : Mr. Gay
- 1916 : A Caliph of the New Bagdad : Mr. Rivers
- 1916 : The Ordeal of Elizabeth : D'Hauteville
- 1916 : More Money Than Manners : Le Duc de Luxe
- 1916 : The Shop Girl : Mr. Van Brunt
- 1916 : The Man Behind the Curtain : Perkins
- 1916 : Stung! : West
- 1916 : The Tarantula : Fernandez
- 1916 : Hesper of the Mountains : Mackay
- 1916 : The Dawn of Freedom : Count
- 1916 : Conductor Kate : Kate's Husband
- 1916 : The Footlights of Fate : George Tankerville
- 1916 : The Scarlet Runner
- 1916 : The Car and His Majesty : Martin Linden
- 1916 : The Devil's Prize : Mark Stratton
- 1917 : Intrigue : Prince Toursville
- 1917 : Womanhood, the Glory of the Nation : Baron Reyva
- 1917 : Babette : Pivot
- 1917 : The Sixteenth Wife : Hackel
- 1917 : Mary Jane's Pa : Joel Skinner
- 1917 : Gall and Golf
- 1917 : The Fettered Woman : Adolph Bink
- 1917 : Bobby Takes a Wife : Uncle John
- 1917 : In the Balance : Graillot
- 1918 : The Wooing of Princess Pat : The Duke's Son
- 1918 : The Business of Life : Waudle
- 1918 : The Triumph of the Weak : Robert Jordan
- 1918 : The Song and the Sergeant
- 1918 : One Thousand Dollars : Old Bryson
- 1918 : Miss Ambition : Dudley Kelland
- 1919 : The Lion and the Mouse : Fitzroy Bagley
- 1919 : Mirage d'amour (Fighting Destiny) de Paul Scardon : Chick Green
- 1919 : Les Dents du tigre (The Teeth of the Tiger) de Chester Withey : Antoine Jabot
- 1919 : The Mind-the-Paint Girl : Lal Roper
- 1919 : Human Desire : Paul Stapleton
- 1920 : Slaves of Pride : Captain Apple
- 1920 : Two Weeks : Billy Crane
- 1920 : Whispers
- 1920 : The Sleep of Cyma Roget : The Hindoo Hypnotist
- 1920 : The Dangerous Paradise : Horatio Worthington
- 1921 : Bucking the Tiger
- 1921 : La Naufragée (The Woman God Changed) de Robert G. Vignola : le commissaire français
- 1921 : Millionaire for a Day : Gamble Mason
- 1922 : How Women Love : Casanova
- 1922 : What Fools Men Are : Bayard Thomas
- 1923 : Sidewalks of New York
- 1923 : In Search of a Thrill : Sir George Dumphy
- 1924 : Beau Brummel : Desmond Wertham
- 1924 : Stolen Goods
- 1924 : Captain Blood : Gov. Steed
- 1924 : Gerald Cranston's Lady : Lord Rawley
- 1924 : Mon cœur et mes millions (Her Night of Romance) de Sidney Franklin : Dr. Wellington
- 1925 : What Price Beauty?
- 1925 : Dansons ! (The Dancers) d'Emmett J. Flynn : Fothering
- 1925 : The Phantom of the Opera : Bit Role in Faust
- 1925 : The Primrose Path de Harry O. Hoyt : Dude Talbot
- 1925 : Time, the Comedian : Prince Strotoff
- 1926 : The White Black Sheep : Stanley Fielding
- 1927 : Le Roman de Manon (When a Man Loves) d'Alan Crosland : Baron Chevral
- 1927 : For Ladies Only
- 1927 : The Girl from Gay Paree : Wayne
- 1928 : Beyond London Lights : Stephen Carstairs
- 1928 : The Man Who Laughs